# Teresa Bertotti
Teresa Francesca Bertotti – włoska znawczyni zagadnień pracy socjalnej, etyk, profesor nadzwyczajny Katedry Socjologii i Badań Społecznych Uniwersytetu w Trydencie.

## Życiorys
W 1982 skończyła szkołę pracowników socjalnych w Mediolanie (licencjat i tytuł magistra pracy socjalnej). W 1992 z wyróżnieniem ukończyła studia na Uniwersytecie Mediolańskim. W 2011 doktoryzowała się z zakresu metodologii badań społecznych i socjologii stosowanej na Università degli Studi di Milano-Bicocca (rozprawa Dilemmi etici e kryteriumi di scelta degli assistenti sociali nei servizi per i minori, pol. Dylematy etyczne i wybory pracownika socjalnego w służbach ochrony dzieci).
Jest członkiem Włoskiego Towarzystwa Socjologicznego (AIS) i członkiem-założycielem specjalnej grupy badawczej ds. etyki (SWERG) w tej organizacji. W latach 2015–2019 była członkiem zarządu EASSW (Europejskiego Stowarzyszenia Szkół Pracy Socjalnej), a od 2019 jest przewodniczącą tego stowarzyszenia. Od tego samego roku pozostaje członkiem rady redakcyjnej czasopisma European Journal of Social Work.

## Publikacje
Wydała następujące książki:
- Decidere nel servizio sociale. Metodo e riflessioni etiche (2016),
- Bambini e famiglie in difficoltà. Teorie e metodi di intervento per assistenti sociali (2012)[2].